# Frostproof
Frostproof ist eine Stadt im Polk County im US-Bundesstaat Florida.  Das U.S. Census Bureau hat bei der Volkszählung 2020 eine Einwohnerzahl von 2.877 ermittelt. 

## Geographie
Frostproof liegt rund 40 km südöstlich von Bartow sowie etwa 100 km südlich von Orlando und 110 km östlich von Tampa.

## Demographische Daten
Laut der Volkszählung 2010 verteilten sich die damaligen 2992 Einwohner auf 1792 Haushalte. Die Bevölkerungsdichte lag bei 467,5 Einw./km². 84,7 % der Bevölkerung bezeichneten sich als Weiße, 5,1 % als Afroamerikaner, 0,6 % als Indianer und 0,2 % als Asian Americans. 7,3 % gaben die Angehörigkeit zu einer anderen Ethnie und 2,0 % zu mehreren Ethnien an. 20,2 % der Bevölkerung bestand aus Hispanics oder Latinos.
Im Jahr 2010 lebten in 28,2 % aller Haushalte Kinder unter 18 Jahren sowie 38,6 % aller Haushalte Personen mit mindestens 65 Jahren. 65,7 % der Haushalte waren Familienhaushalte (bestehend aus verheirateten Paaren mit oder ohne Nachkommen bzw. einem Elternteil mit Nachkomme). Die durchschnittliche Größe eines Haushalts lag bei 2,50 Personen und die durchschnittliche Familiengröße bei 3,01 Personen.
24,9 % der Bevölkerung waren jünger als 20 Jahre, 22,4 % waren 20 bis 39 Jahre alt, 24,4 % waren 40 bis 59 Jahre alt und 28,2 % waren mindestens 60 Jahre alt. Das mittlere Alter betrug 43 Jahre. 51,6 % der Bevölkerung waren männlich und 48,4 % weiblich.
Das durchschnittliche Jahreseinkommen lag bei 38.333 $, dabei lebten 13,1 % der Bevölkerung unter der Armutsgrenze.
Im Jahr 2000 war englisch die Muttersprache von 78,77 % der Bevölkerung und spanisch sprachen 21,23 %.

## Sehenswürdigkeiten
Am 13. November 1997 wurde die Old Frostproof High School in das National Register of Historic Places eingetragen.

## Verkehr
Frostproof wird von der Florida State Road 17 durchquert. Der nächste Flughafen ist der Orlando International Airport (rund 110 km nördlich).

## Persönlichkeiten
- Nickell Robey-Coleman (* 1992), American-Football-Spieler